# جواز سفر عماني
جواز السفر العُماني يتم إصداره للمواطنين العُمانيين في سلطنة عُمان بغرض السفر الدولي وتم التعاقد مع شركة ألمانية لإصدار جواز سفر إلكتروني يحتوي على شريحة ألكترونية لإصدار الجواز في بداية 2015م، يتم إصدار الجواز عن طريق شرطة عُمان السلطانية أو في السفارة العُمانية في الخارج .

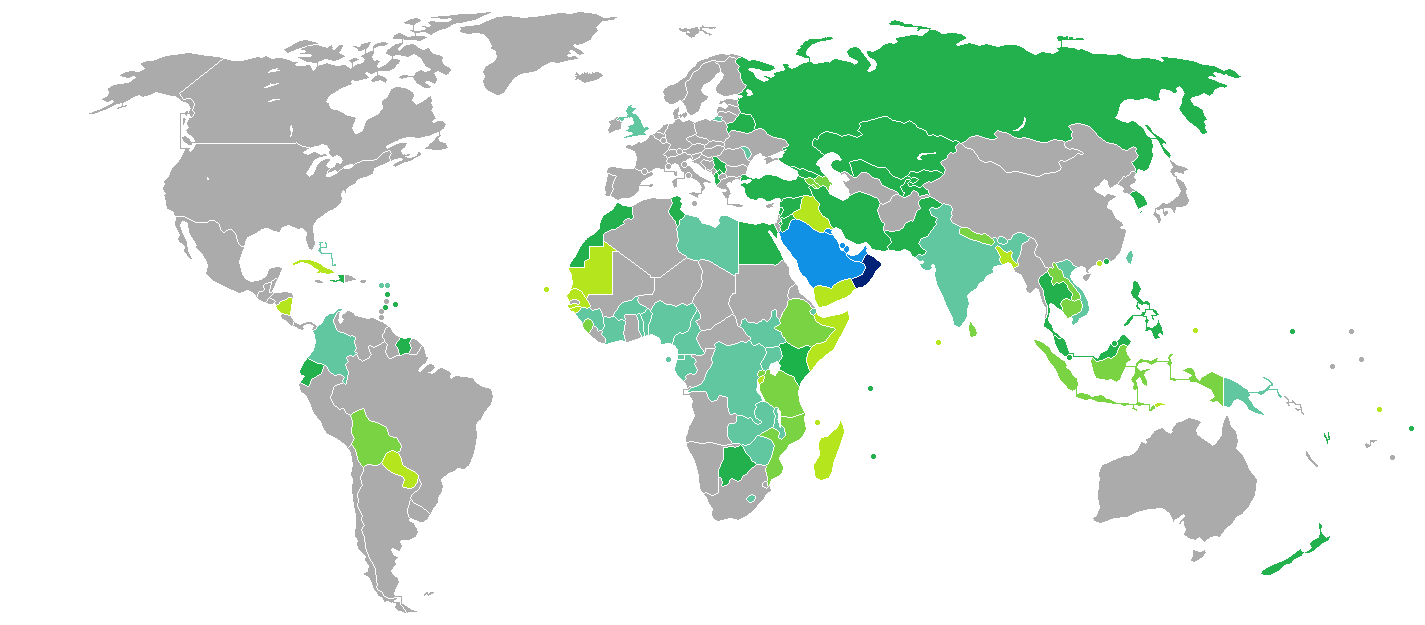
البلدان والأقاليم التي لا تفرض تأشيرة أو تطلب تأشيرة دخول عند الوصول للجهة، لحاملي جوازات السفر العمانية العادية.

## أنواع جواز السفر
يتم تحديد أنواع جواز السفر بموجب المادة رقم 3 من قانون جوازات السفر العُماني الصادر بالمرسوم السلطاني رقم 97/69. أنواع محددة هي كما يلي :
- جواز سفر عادي (غطاء أحمر)
- جواز سفر دبلوماسي (غطاء أسود)
- جواز سفر خاص (غطاء بورجوندي)
- جواز سفر خدمة (غطاء أزرق)

## المعاهدات الإعفاء من تأشيرة الدخول الثنائية
- إتفاقاً مع  ألمانيا لحاملي الدبلوماسية والخدمة و الجوازات الخاصة
- إتفاقاً مع  فرنسا لحاملي الدبلوماسية والخدمة و الجوازات الخاصة
- إتفاقاً مع  الصين لأصحاب الدبلوماسية والخدمة و الجوازات الخاصة
- إتفاقاً مع  سويسرا لحاملي الدبلوماسية والخدمة و الجوازات الخاصة.
- إتفاقاً مع  بريطانيا لحاملي جوازات السفر الدبلوماسية والخاصة
- إتفاقاً مع  ليتوانيا لحاملي الدبلوماسية والخدمة و الجوازات الخاصة
- إتفاقاً مع  روسيا البيضاء لحاملي الدبلوماسية والخدمة و الجوازات الخاصة
- إتفاقاً مع  إيطاليا لحاملي الدبلوماسية والخدمة و الجوازات الخاصة
- إتفاقاً مع  البرتغال لحاملي الدبلوماسية والخدمة و الجوازات الخاصة
- إتفاقاً مع  مالطا لحاملي الدبلوماسية والخدمة و الجوازات الخاصة
- إتفاقاً مع  كوريا الجنوبية لحاملي الدبلوماسية والخدمة و الجوازات الخاصة
- إتفاقاً مع  اليابان لحاملي الدبلوماسية والخدمة و الجوازات الخاصة
- إتفاقا مع  بولندا لحاملي الدبلوماسية والخدمة والجوازات الخاصة

## رسوم إصدار الجواز
- خمسة ريالات عُمانية لمن هم تحت سن الثامنة عشر.[2]
- عشرة ريالات عُمانية لمن هم فوق سن الثامنة عشر.

## اقرأ أيضاً
- جواز سفر إماراتي
- جواز سفر قطري
- جواز سفر كويتي
- جواز سفر بحريني
- جواز سفر سعودي